# 牛家满族镇
牛家满族镇是中国黑龙江省哈尔滨市五常市下辖的一个民族镇，位于五常市北部。

## 行政区划
现辖：
二屯村、镶黄旗村、刘乡村、政新村、牛家村、新友村、石羊村、兴山村、兴福村、兴富村、政朴村、政富村、厢白村、民旗村和新甸村。